# Манчини, Хавьер
Хавьер Густаво Манчини Риос (исп. Javier Gustavo Mancini Rios; 19 января 1978, Монтевидео, Уругвай) — уругвайский футболист, играл на позиции полузащитника. Имеет итальянские корни.

## Карьера
Хавьер Манчини начинал играть в команде «Монтевидео Уондерерс». Сначала выступал в детско-юношеской команде, затем стал привлекаться в главную, где достиг главного успеха в карьере — победы «Монтевидео Уондерерс» в отборочном групповом турнире Кубка Либертадорес в 2002 году. В феврале 2005 года прибыл на просмотр в российский «Ростов». Вскоре подписал контракт с клубом. В Премьер-лиге дебютировал 20 марта в домашнем матче против ярославского «Шинника», проведя на поле 90 минут и удостоившись жёлтой карточки. Всего за сезон 2005 года отыграл четыре матча в чемпионате и три — в Кубке России. В начале 2006 года покинул клуб. В 2007 году играл в эквадорском клубе «Текнико Университарио». Завершал профессиональную карьеру в команде «Бостон Ривер».